# Babia Dolina

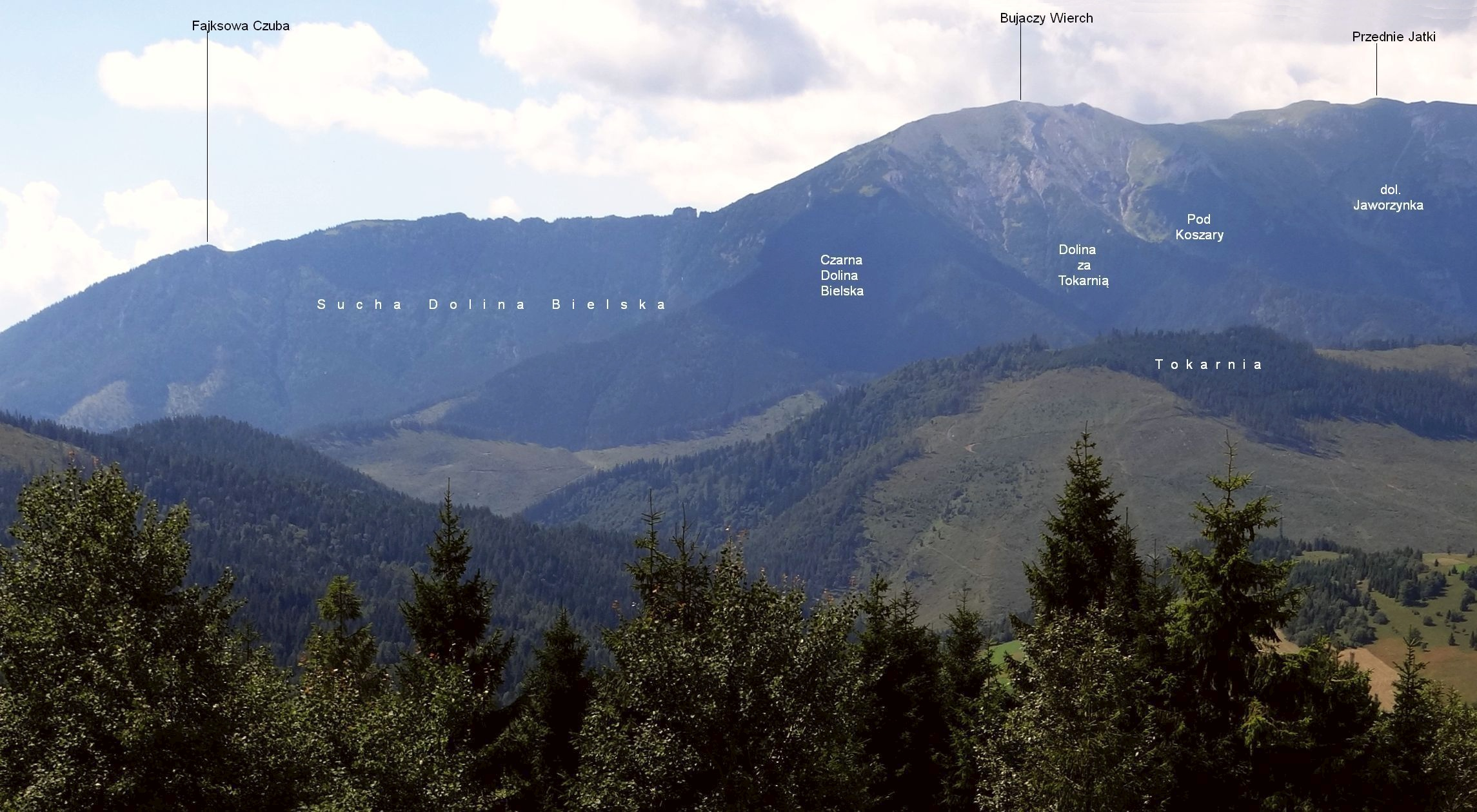
Widok z Magury Spiskiej

Babia Dolina (słow. Babia dolina, niem. Babengrund, węg. Boszor-kány-völgy) – górna część Doliny za Tokarnią na północnej stronie słowackich Tatr Bielskich. Położona jest na wysokości powyżej około 1000 m n.p.m. Dnem doliny spływa Babi Potok (Babí potok).
Pochodzenie nazwy nie jest znane. Witold Henryk Paryski pisze, że nazwę doliny niektórzy wywodzili od tego, że mieszkały w niej baby (czarownice), które na okolicę zsyłały burze. Jest to jednak tylko przypuszczenie i brak jego potwierdzenia w opowieściach miejscowej ludności. W polskiej tatrologii istnieje zresztą zamieszanie w nazewnictwie tej doliny. Słowacy dla całej doliny stosują nazwę Babia dolina, tymczasem w nazewnictwie polskim ma ona aż 3 nazwy. Najwyższa część to Kurza Dolina, środkowa to Babia Dolina, a dolna to Dolina za Tokarnią, W.H. Paryski zaś podaje nazwę Babia Dolina dla całej górnej części, nie opisując pozostałych. 
W ujęciu według W.H. Paryskiego Babia Dolina opada spod szczytu Bujaczego Wierchu (1947 m) w kierunku północnym, do wysokości około 1000 m, czyli miejsca, w którym dolina zmienia kierunek na wschodni. Dnem doliny biegnie droga leśna (tylko dla pojazdów uprawnionych) i znajduje się na nim Babia Polanka. Z prawej strony opada do doliny jedyne jej boczne odgałęzienie Kardoliński Żleb.
Babią Dolinę porasta las, ale są w niej liczne skały. Największa to Babia Turnia znajdująca się w zboczu poniżej Gołego Wierchu. Oprócz niej w zboczu tym są inne skały. Szczupła, wyrastająca z lasu turniczka znajduje się także na zboczu wschodnim. Dolina znajduje się na obszarze ochrony ścisłej TANAP-u i nie prowadzi przez nią żaden szlak turystyczny. Władysław Cywiński podaje, że jest zamknięta dla turystów, za to intensywnie dokonuje się w niej wyrębu i zwózki drzewa, w dolinie działają też myśliwi. 